# Retablo de San Pietro de Muralto

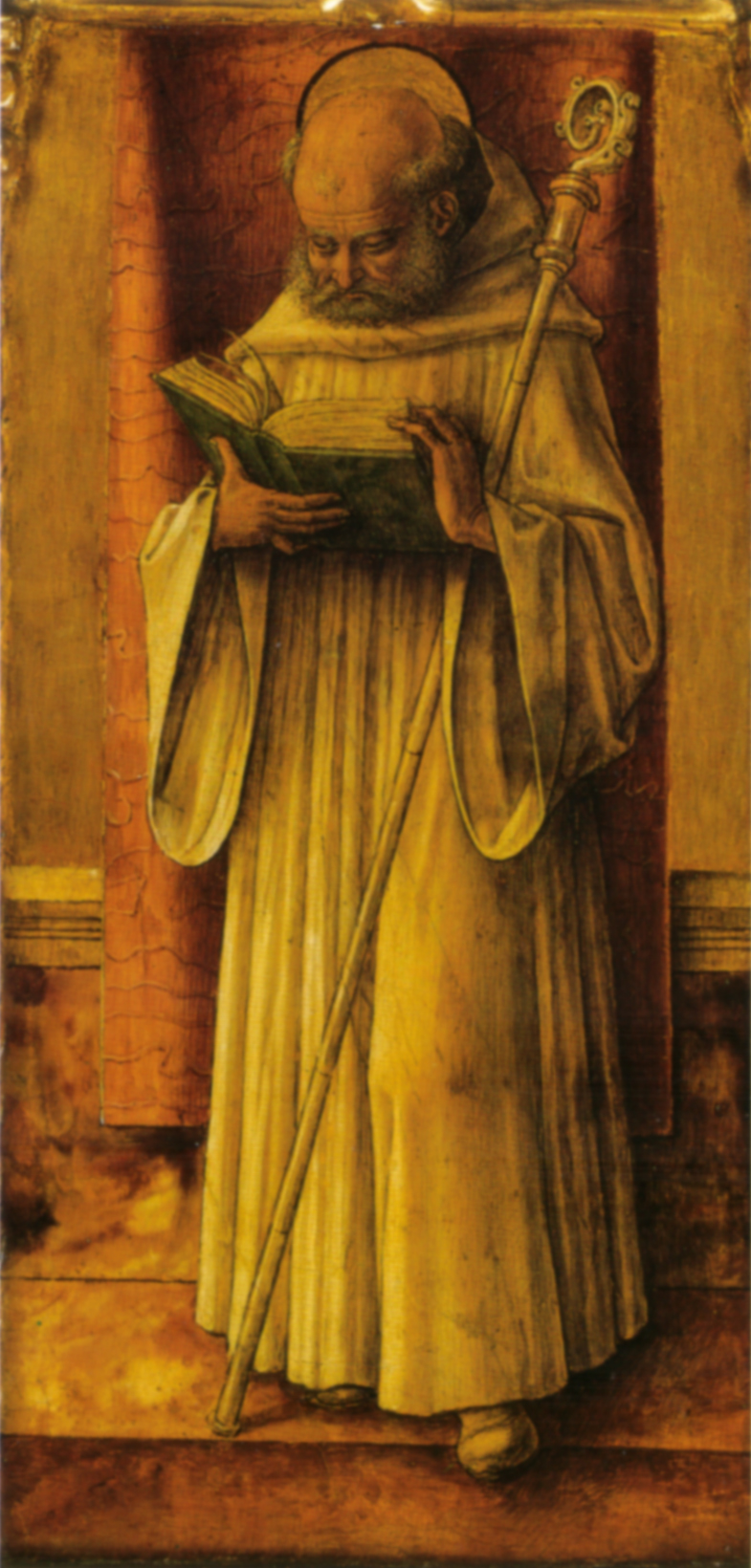
San Bernardo.

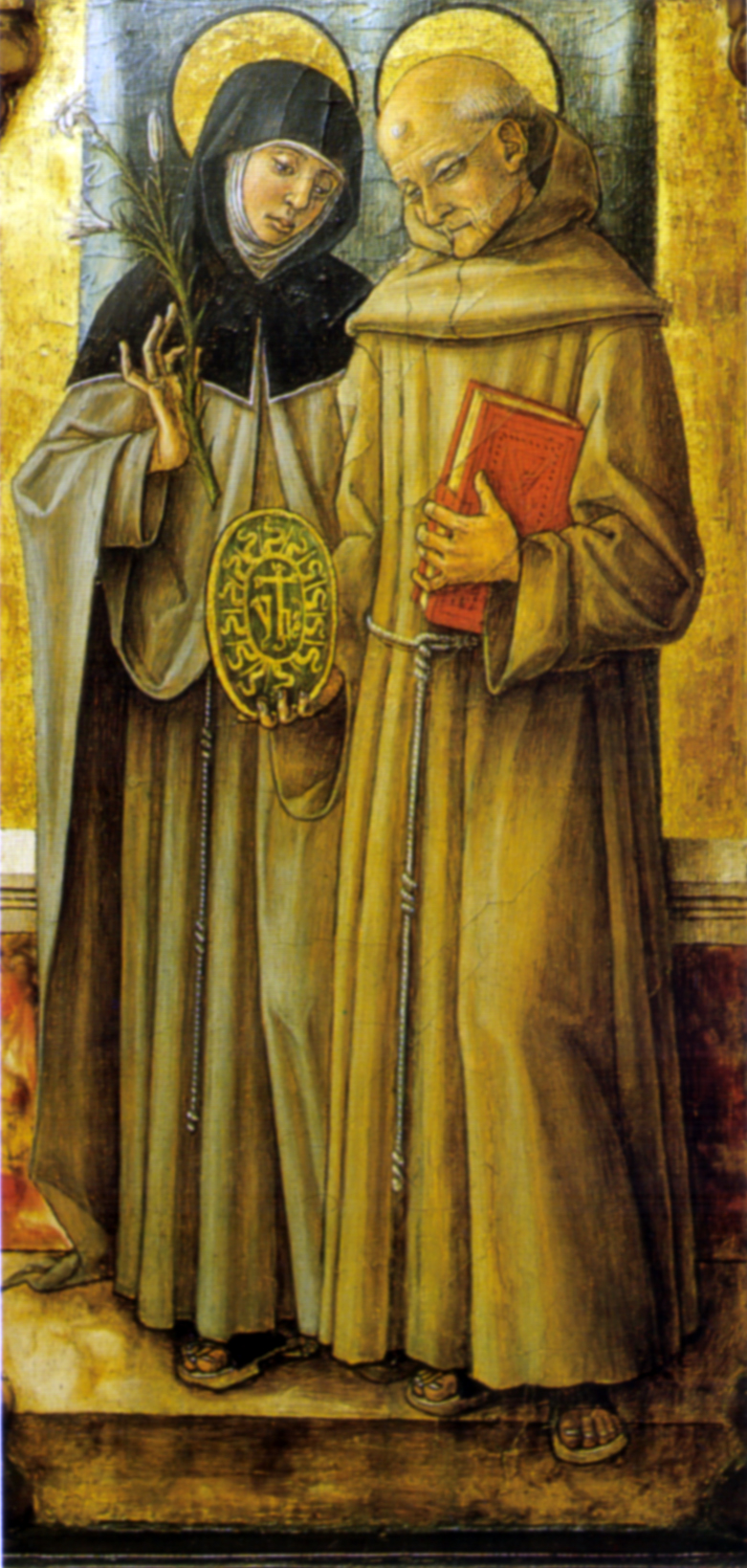
Santos Catalina y Bernardino de Siena.

El Retablo de San Pedro de Muralto, o de San Pedro de los Observantes, es un retablo de altar al temple y dorado sobre tabla de Carlo Crivelli y su taller, datado en 1488-1489 y hoy separado entre museos europeos y estadounidenses.

## Historia
Originariamente la obra debía encontrarse en la iglesia también dominicana de San Pedro de Muralto, en la cual aun se conserva documentación vinculada a un retablo de altar de Crivelli. El 8 de noviembre de 1483 el artista se comprometió a pintar para Mariano Ronci un políptico similar en grandeza y belleza al de Santo Domingo (1482). El trabajo no comenzó de inmediato, sino que el 28 de octubre de 1488 Crivelli firmó otro contrato con el heredero de Ronci, Mariano Meneconi, en el que se acordó un pago de 100 florines, a pagar en plazos hasta su finalización, dentro del año siguiente.
A principios del siglo XVI la obra ya había sido transferida a la iglesia de San Francisco ya que la iglesia de los Observantes, ubicada fuera de las murallas, había sido transformada en fortaleza por las tropas ocupantes de César Borgia. Después del terremoto de 1799, que había destruido o dañado varias iglesias de la ciudad, el retablo fue trasladado a la iglesia de Santo Domingo en Camerino, de donde fue retirado por los franceses y transportado a Brera junto con muchas otras obras maestras de las Marcas. Aquí, el 14 de febrero de 1822 los conservadores del museo, en vista de una reorganización de las colecciones, la cedieron a Antonio Fidenza, que la introdujo en el mercado anticuario. Apareció en Londres a la venta de W. Cunningham, donde lo adquirió Lord Dudley, siendo finalmente adquirido por el museo de Berlín en 1882.
Como probó Federico Zeri (1961), el retablo estaba dotado originalmente de un marco con pequeños paneles con santos de cuerpo entero, retirado antes de llegar a Brera. La tabla principal no está firmada pero, en base a la documentación y a razones estilísticas, se coloca en la última fase creativa del artista, en la cual muestra una mayor apertura a las fórmulas renacentistas entonces ya dominantes en la Italia del norte.

## Descripción y estilo
El retablo está compuesto de manera inusual en Crivelli, con un gran panel central, en el cual la Madonna entronizada y los santos están dispuestos en una sagrada conversación, con un panel superior con la Piedad, esta última sin embargo típica.
Los paneles que lo componen son:
- Madonna entronizada con el Niño que entrega a san Pedro las llaves del Paraíso entre santos, 191 x 196 cm, Berlín, Gemäldegalerie
- Piedad, 106 x 203 cm, Roma, Pinacoteca Vaticana
- San Buenaventura (?), 58 x 30 cm, Berlín, Gemäldegalerie
- San Bernardo, 58 x 30 cm, Berlín, Gemäldegalerie
- Santo Domingo, 58,5 x 30,5 cm, Maastricht, Bonnefantenmuseum
- San Agustín, 58 x 30 cm, Roma, Palacio Colonna
- San Antonio de Padua, 58,5 x 30,5 cm, Maastricht, Bonnefantenmuseum
- Santos Bernardino y Catalina de Siena, 58 x 30 cm, Worcester, Worcester Art Museum

### Retablo central
El retablo central está firmado abajo en el centro OPVS CAROLI CRIVELLI VENETI.
Sobre un espléndido trono marmóreo, aislado como es usual por una tela que cae a lo largo del respaldo (con la inevitable guirnalda de frutas colgando arriba, en este caso, combinada con dos pequeños putti), María tiene en el regazo al Niño, que entrega las llaves del Paraíso a san Pedro arrodillado, reconocible por su atuendo papal, con la tiara triple en el suelo donde se dobla su casulla. Asisten a la escena dos grupos simétricos de tres santos cada uno. A la izquierda de pie san Buenaventura, con san Francisco asomando al fondo junto al trono y Juan de Capistrano detrás sosteniendo el estandarte de cruzado. A la derecha san Luis de Tolosa, con san Agustín asomando al fondo junto al trono y detrás el beato Jaime de la Marca (con la ampolla de la santa sangre y señalando, en lo alto, el trigrama de Cristo de su maestro Bernardino de Siena que cuelga. Siendo entonces solo beato, Crivelli coloca tras su cabeza unos rayos luminosos y no la patena sólida y dorada con que el artista representaba la aureola o halo de santidad.
Aunque el artista elige un tipo de composición más moderna, inspirado en los retablos de Alunno, Luca Signorelli, Niccolò di Liberatore y Mantegna (de décadas antes, ignorando en cambio los más recientes desarrollos venecianos de Antonello da Messina, Giovanni Bellini, etc.), no abandona su habitual detallismo decorativo, mostrando prendas suntuosas, con complicados bordados y adamascados, con muchas de las joyas en relieve, plasmando con minuciosidad los detalles del trono, las ricas pilastras. A esto añade el típico hiperrealismo de los detalles anatómicos de los santos, sus rostros y manos, con una acentuación de la expresividad de miradas y gestos que genera una tensión sutil.
En la parte inferior central, sobre el escalón, representa una manzana, tanto como muestra de virtuosismo, como si invitara al espectador a cogerla, como símbolo religioso del pecado original lavado por el sacrificio de Cristo.

### La Piedad
La Piedad de la Pinacoteca Vaticana se acerca al retablo por razones de medidas y estilo, no existiendo documentación de que las obras fueran originariamente un conjunto (como rechazó Zeri). Sería inusual que la Piedad presente de nuevo la firma OPVS CAROLI CRIVELLI VENETI. Se sabe que la obra fue llevada a la pinacoteca de Gregorio XVI en 1831 en los Museos Capitolinos.
Cristo muerto se inclina sobre un parapeto marmóreo del cual pende una rica tela brocada, cuyas medidas y posición coinciden con la de detrás de la Madonna en el retablo de Berlín, con similar función de aislar y enfatizar la figura sacra. Cristo está rodeado por la Magdalena llorosa mirando la herida del clavo en su mano, la Virgen acercándose dolorosamente al hijo muerto y del otro lado Juan, que lanza un grito desesperado al cielo mientras sostiene el otro brazo.
El cielo está lleno, en puro horror vacui, por un enjambre de serafines (azules) y querubines (rojos). Las vetas del mármol del parapeto brillan, añadiendo otro precioso detalle realista.

### Los santos de las pilastras
Fue Federico Zeri quien reunió el grupo de seis paneles con santos (incluyendo uno doble, como en el Políptico de Porto San Giorgio), similares en dimensión, tipo de marco y ambientación espacial (un escalón, un parapeto marmóreo con las figuras, una tela colgando al fondo). Por razones estilísticas y de medidas los adjudicó al Retablo de San Pietro de Muralto, en el supuesto de que el artista utilizó este insólito motivo inspirándose quizás en el Retablo Pesaro de Giovanni Bellini o una de sus derivaciones.

## Posible reconstrucción
|  |  |  |
|  |  |  |
|  |  |  |
|  |  |  |